# (37092) 2000 UG78
2000 UG78 (asteroide 37092) é um asteroide da cintura principal. Possui uma excentricidade de 0.28176770 e uma inclinação de 9.46598º.
Este asteroide foi descoberto no dia 24 de outubro de 2000 por LINEAR em Socorro.